# Телс (Сондрио)
Телс је насеље у Италији у округу Сондрио, региону Ломбардија.
Према процени из 2011. у насељу је живело 101 становника. Насеље се налази на надморској висини од 1448 м.